# Gary Barber
Gary Barber (Johannesburg, 1º gennaio 1957) è un produttore cinematografico sudafricano naturalizzato statunitense.

## Biografia
Nel 2003 è stato eletto il "miglior produttore" della Spyglass Entertainment, la sua società di produzione. Tra i film da lui prodotti si ricordano Freejack - In fuga nel futuro, Frequenze pericolose, Una vita al massimo, Pallottole cinesi, Una settimana da Dio, The Legend of Zorro e The Tourist.
Dal 2019 è Presidente e Amministratore Delegato di Spyglass Media Group, società indipendente di contenuti che eredita il vecchio marchio e che è stata creata con la Eagle Pictures di Tarak Ben Ammar, Cineworld e la Lantern Entertainment.

## Filmografia
- Communion (1989)
- Young Guns II - La leggenda di Billy the Kid (1990)
- Uno sconosciuto alla porta (1990)
- Robin Hood - Principe dei ladri (1991)
- Freejack - In fuga nel futuro (1992)
- White Sands - Tracce nella sabbia (1992)
- Frequenze pericolose (1992)
- La ragazza della porta accanto (1993)
- Una vita al massimo (1993)
- Ace Ventura - L'acchiappanimali (1994)
- Major League - La rivincita (1994)
- Una bionda sotto scorta (1994)
- Il verdetto della paura (1994)
- Crimini immaginari (1994)
- Rosso d'autunno (1994)
- Ace Ventura - Missione Africa (1995)
- Ladri per amore (1996)
- Il grande bullo (1996)
- Bad moon - Luna mortale (1996)
- Incognito (1997)
- Il fuggitivo della missione impossibile (1998)
- Tentazioni d'amore (2000)
- Pallottole cinesi (2000)
- Unbreakable - Il predestinato (2000)
- Montecristo (2002)
- Il segno della libellula - Dragonfly (2002)
- Il regno del fuoco (2002)
- Abandon - Misteriosi omicidi (2002)
- La regola del sospetto (2003)
- 2 cavalieri a Londra (2003)
- Una settimana da Dio (2003)
- Seabiscuit - Un mito senza tempo (2003)
- Connie e Carla (2004)
- Missione Tata (2005)
- Guida galattica per autostoppisti (2005)
- The Legend of Zorro (2005)
- Memorie di una geisha (2005)
- Stay Alive (2006)
- Un'impresa da Dio (2007)
- 27 volte in bianco (2008)
- The Tourist (2010)
- Tomb Raider, regia di Roar Uthaug (2018)
- Glass, regia di M. Night Shyamalan (2019)
- Erano ragazzi in barca (The Boys in the Boat), regia di George Clooney (2023)